# Nikolaus Wenturis
Nikolaus Wenturis (griechisch Νικόλαος Βεντούρης; * 21. Oktober 1936 in Athen; † 22. Februar 2001) war ein deutscher Politikwissenschaftler und Professor für Politikwissenschaft an der Eberhard-Karls-Universität Tübingen.
Er hat in Tübingen Politikwissenschaft, Osteuropäische Geschichte und Völkerrecht studiert und wurde 1970 promoviert. Nach seiner Habilitation (1975) wurde Wenturis 1978 an dieser Universität außerplanmäßiger Professor und 1980 ordentlicher Professor für Politikwissenschaft.

## Werke
- Der Integrationsprozess im politischen System der Republik Zypern, 1970 (ISBN 3-87452-034-X, zugl. Diss. Universität Tübingen)
- Die soziopolitischen und ökonomischen Strukturen Griechenlands im Hinblick auf seine Integration in die EG, 1977 (ISBN 3-261-02338-4)
- Modellentwurf einer kybernetischen Relationstheorie zwischen Mikro- und Makrosystemen, 1978 (ISBN 3-261-02351-1, Habilitationsschrift)
- Bürger und Staat. Politikwissenschaftliche Reflexionen zur Aristotelischen 'Politik'. In: Universitas, Jg. 38 (1983), S. 955–966.
- Das politische System Griechenlands. Eine soziopolitische Analyse, 1984 (ISBN 3-17-008191-8)
- Griechenland und die Europäische Gemeinschaft : die soziopolitischen Rahmenbedingungen griechischer Europapolitiken, 1990 (ISBN 3-7720-1825-4)
- Die politischen Systeme Griechenlands und Deutschlands im Vergleich. In: Hans Filbinger (Hrsg.): Identität und Zukunft der Deutschen. Klaus Hornung zum 65. Geburtstag, Lang, Frankfurt am Main 1992, S. 349–365 (ISBN 3-631-44939-9).
- (mit Walter van Hove und Volker Dreier): Methodologie der Sozialwissenschaften. Eine Einführung, 1992 (ISBN 3-7720-1687-1)
- Die Grenzen Europas und die Architektur der Europäischen Politischen Union. In: ders. (Hrsg.): Föderalismus und die Architektur der europäischen Integration, Südosteuropa-Ges., München 1994, S. 23–31 (ISBN 3-925450-46-7).
- Ethnizität, Nationalstaat und EG-Integration. In: Karl Hahn (Hrsg.): Föderale Perspektiven für Europa, Lit, Münster 1995, S. 73–88 (ISBN 3-89473-725-5).
- Griechenland – historische Hintergründe und aktueller Stand des Dezentralisierungsprozesses. In: Jahrbuch des Föderalismus, Band 1 (2000), S. 176–192.
- Kritische Bemerkungen zu der Diskussion über die neugriechische Identität am Beispiel von Fallmerayer, Huntington und Auernheimer. In: Südost-Europa. Journal of politics and society, Jg. 49 (2000), S. 5–6 und 308–324.
- Reflexionen über das politische System in Griechenland. Eine diachrone Skizze seiner konstitutionellen und parteipolitischen Entwicklung. In: Südosteuropa-Mitteilungen, Band 41 (2001), S. 117–140.